# Lista de prefeitos de Serra do Navio
Esta é a lista de prefeitos do município de Serra do Navio, estado brasileiro do Amapá.
| Nº | Nome                                                   | Imagem                | Partido                              | Início do mandato      | Fim do mandato | Observações |
| 1  | José Maria Amaral Lobato (Afuá, 18.09.1955–)           |                       | Partido Socialista Brasileiro PSB    | 17 de março de 1992    | 31 de dezembro de 1996 | Prefeito eleito em sufrágio universal.                                                                           |
| 2  | Walter Gurjão de Oliveira (19.04.1945–)                |                       | Partido da Frente Liberal PFL        | 1° de janeiro de 1997  | 31 de dezembro de 2000 | Prefeito eleito em sufrágio universal.                                                                           |
| 3  | Edelson Santiago Lima (03.01.1960–)                    |                       | Partido Democrático Trabalhista PDT  | 1° de janeiro de 2001  | 31 de dezembro de 2004 | Prefeito eleito em sufrágio universal.                                                                           |
| 4  | Francimar Pereira da Silva Santos (Amapá, 13.11.1956–) |                       | Partido dos Trabalhadores PT         | 1° de janeiro de 2005  | 31 de dezembro de 2008 | Prefeita eleita em sufrágio universal.                                                                           |
| 4  | Francimar Pereira da Silva Santos (Amapá, 13.11.1956–) | 1° de janeiro de 2009 | Partido dos Trabalhadores PT         | 31 de dezembro de 2012 | Prefeita reeleita em sufrágio universal.                                                                                                | |
| 5  | José Maria Amaral Lobato (Afuá, 18.09.1955–)           |                       | Partido Socialista Brasileiro PSB    | 1° de janeiro de 2013  | 31 de dezembro de 2016 | Prefeito eleito em sufrágio universal.                                                                           |
| 6  | Elson Belo Lobato (Santana, 18.07.1974–)               |                       | Partido Trabalhista do Brasil PTdoB  | 1° de janeiro de 2017  | 31 de dezembro de 2020 | Prefeito eleito em sufrágio universal.                                                                           |
| 6  | Elson Belo Lobato (Santana, 18.07.1974–)               | Avante                | 1° de janeiro de 2021                | 18 de dezembro de 2023 | Prefeito reeleito em sufrágio universal, teve seu mandato cassado pela Câmara Municipal de Serra do Navio pela prática de ilegalidades. | |
| 7  | Ana Paula Santos Sousa (1984–)                         |                       | Movimento Democrático Brasileiro MDB | 19 de dezembro de 2023 | 31 de dezembro de 2024 | Eleita como vice-prefeita, assumiu como Prefeita em definitivo após a cassação do titular pela Câmara Municipal. |
| 7  | Ana Paula Santos Sousa (1984–)                         | 1° de janeiro de 2025 | Movimento Democrático Brasileiro MDB | Atualidade             | Prefeito eleito em sufrágio universal.                                                                                                  | |